# Plaza ANZAC
La plaza ANZAC (en inglés: ANZAC Square) es un patrimonio histórico y plaza situada entre las calles Ann y Adelaide (frente de la plaza Post Office), en Brisbane, Queensland, Australia. Es un monumento del Estado para los hombres y mujeres que participaron en el servicio militar en el extranjero y fue llamada así en honor a los Cuerpos de los Ejércitos de Australia y Nueva Zelanda. La plaza ANZAC se encuentra junto a la plaza Arcade. Fue inaugurada el día del armisticio de 1930. 
La plaza ANZAC contiene el Santuario de la Memoria y la "Llama Eterna de la Memoria" celebrado con una urna de bronce con iluminación continua, abierta al público el Martes, 11 de noviembre de 1930.